# Tjärnflöjttjärnarna
Tjärnflöjttjärnarna är varandra näraliggande sjöar i Strömsunds kommun i Jämtland och ingår i Ångermanälvens huvudavrinningsområde.
- Tjärnflöjttjärnarna (Alanäs socken, Jämtland, 713043-148790), sjö i Strömsunds kommun, 64°16′47″N 15°33′19″Ö / 64.2797°N 15.5552°Ö
- Tjärnflöjttjärnarna (Alanäs socken, Jämtland, 713064-148772), sjö i Strömsunds kommun, 64°16′54″N 15°33′05″Ö / 64.2816°N 15.5514°Ö